# Oasis/Diskografie
Diese Diskografie ist eine Übersicht über die musikalischen Werke der britischen Britpop-Band Oasis. Den Quellenangaben und Schallplattenauszeichnungen zufolge hat sie bisher mehr als 105,8 Millionen Tonträger verkauft, davon alleine in ihrer Heimat über 49,4 Millionen. Ihre erfolgreichste Veröffentlichung ist das zweite Studioalbum (What’s the Story) Morning Glory? mit über 22 Millionen verkauften Einheiten.

## Alben

### Studioalben
| Jahr | Titel Musiklabel                                         | Höchstplatzierung, Gesamtwochen, AuszeichnungChartplatzierungen (Jahr, Titel, Musiklabel, Platzierungen, Wochen, Auszeichnungen, Anmerkungen) | Höchstplatzierung, Gesamtwochen, AuszeichnungChartplatzierungen (Jahr, Titel, Musiklabel, Platzierungen, Wochen, Auszeichnungen, Anmerkungen) | Höchstplatzierung, Gesamtwochen, AuszeichnungChartplatzierungen (Jahr, Titel, Musiklabel, Platzierungen, Wochen, Auszeichnungen, Anmerkungen) | Höchstplatzierung, Gesamtwochen, AuszeichnungChartplatzierungen (Jahr, Titel, Musiklabel, Platzierungen, Wochen, Auszeichnungen, Anmerkungen) | Höchstplatzierung, Gesamtwochen, AuszeichnungChartplatzierungen (Jahr, Titel, Musiklabel, Platzierungen, Wochen, Auszeichnungen, Anmerkungen) | Anmerkungen                                                     |
| Jahr | Titel Musiklabel                                         | DE | AT | CH | UK | US | Anmerkungen                                                     |
| ---- | -------------------------------------------------------- | --- | --- | --- | --- | --- | --------------------------------------------------------------- |
| 1994 | Definitely Maybe Creation Records (Vital)                | DE5 (16 Wo.)DE | AT7 (8 Wo.)AT | CH7 Gold · (12 Wo.)CH | UK1 ×9Neunfachplatin · (… Wo.)UK | US58 Platin · (22 Wo.)US | Erstveröffentlichung: 29. August 1994 Verkäufe: + 15.000.000    |
| 1995 | (What’s the Story) Morning Glory? Creation Records (3MV) | DE3 Gold · (64 Wo.)DE | AT3 Gold · (32 Wo.)AT | CH1 Gold · (41 Wo.)CH | UK1 ×1717-fach-Platin · (… Wo.)UK | US4 ×5Fünffachplatin · (78 Wo.)US | Erstveröffentlichung: 29. September 1995 Verkäufe: + 22.000.000 |
| 1997 | Be Here Now Creation Records (3MV)                       | DE2 Gold · (29 Wo.)DE | AT3 (17 Wo.)AT | CH2 Gold · (23 Wo.)CH | UK1 ×6Sechsfachplatin · (51 Wo.)UK | US2 Platin · (26 Wo.)US | Erstveröffentlichung: 20. August 1997 Verkäufe: + 8.000.000     |
| 2000 | Standing on the Shoulder of Giants Big Brother (3MV)     | DE5 (8 Wo.)DE | AT3 (9 Wo.)AT | CH3 Gold · (13 Wo.)CH | UK1 ×2Doppelplatin · (36 Wo.)UK | US24 (8 Wo.)US | Erstveröffentlichung: 28. Februar 2000 Verkäufe: + 3.000.000    |
| 2002 | Heathen Chemistry Big Brother (Vital)                    | DE4 (14 Wo.)DE | AT4 (12 Wo.)AT | CH1 Gold · (17 Wo.)CH | UK1 ×4Vierfachplatin · (50 Wo.)UK | US23 (5 Wo.)US | Erstveröffentlichung: 1. Juli 2002 Verkäufe: + 4.500.000        |
| 2005 | Don’t Believe the Truth Big Brother (Vital)              | DE2 (8 Wo.)DE | AT6 (13 Wo.)AT | CH3 (15 Wo.)CH | UK1 ×3Dreifachplatin · (41 Wo.)UK | US12 (7 Wo.)US | Erstveröffentlichung: 30. Mai 2005 Verkäufe: + 6.000.000        |
| 2008 | Dig Out Your Soul Big Brother (Sony)                     | DE8 (11 Wo.)DE | AT13 (7 Wo.)AT | CH2 (8 Wo.)CH | UK1 ×2Doppelplatin · (33 Wo.)UK | US5 (5 Wo.)US | Erstveröffentlichung: 3. Oktober 2008 Verkäufe: + 1.600.000     |

### Livealben
| Jahr | Titel Musiklabel                       | Höchstplatzierung, Gesamtwochen, AuszeichnungChartplatzierungen (Jahr, Titel, Musiklabel, Platzierungen, Wochen, Auszeichnungen, Anmerkungen) | Höchstplatzierung, Gesamtwochen, AuszeichnungChartplatzierungen (Jahr, Titel, Musiklabel, Platzierungen, Wochen, Auszeichnungen, Anmerkungen) | Höchstplatzierung, Gesamtwochen, AuszeichnungChartplatzierungen (Jahr, Titel, Musiklabel, Platzierungen, Wochen, Auszeichnungen, Anmerkungen) | Höchstplatzierung, Gesamtwochen, AuszeichnungChartplatzierungen (Jahr, Titel, Musiklabel, Platzierungen, Wochen, Auszeichnungen, Anmerkungen) | Höchstplatzierung, Gesamtwochen, AuszeichnungChartplatzierungen (Jahr, Titel, Musiklabel, Platzierungen, Wochen, Auszeichnungen, Anmerkungen) | Anmerkungen                                                   |
| Jahr | Titel Musiklabel                       | DE | AT | CH | UK | US | Anmerkungen                                                   |
| ---- | -------------------------------------- | --- | --- | --- | --- | --- | ------------------------------------------------------------- |
| 2000 | Familiar to Millions Big Brother (3MV) | DE57 (1 Wo.)DE | AT49 (1 Wo.)AT | CH63 (4 Wo.)CH | UK5 Platin · (12 Wo.)UK | US182 (1 Wo.)US | Erstveröffentlichung: 13. November 2000 Verkäufe: + 1.000.000 |
| 2021 | Knebworth 1996 Big Brother (Sony)      | DE15 (1 Wo.)DE | AT23 (1 Wo.)AT | CH19 (1 Wo.)CH | UK4 Gold · (8 Wo.)UK | — | Erstveröffentlichung: 19. November 2021 Verkäufe: + 150.000   |

### Kompilationen
| Jahr | Titel Musiklabel                      | Höchstplatzierung, Gesamtwochen, AuszeichnungChartplatzierungen (Jahr, Titel, Musiklabel, Platzierungen, Wochen, Auszeichnungen, Anmerkungen) | Höchstplatzierung, Gesamtwochen, AuszeichnungChartplatzierungen (Jahr, Titel, Musiklabel, Platzierungen, Wochen, Auszeichnungen, Anmerkungen) | Höchstplatzierung, Gesamtwochen, AuszeichnungChartplatzierungen (Jahr, Titel, Musiklabel, Platzierungen, Wochen, Auszeichnungen, Anmerkungen) | Höchstplatzierung, Gesamtwochen, AuszeichnungChartplatzierungen (Jahr, Titel, Musiklabel, Platzierungen, Wochen, Auszeichnungen, Anmerkungen) | Höchstplatzierung, Gesamtwochen, AuszeichnungChartplatzierungen (Jahr, Titel, Musiklabel, Platzierungen, Wochen, Auszeichnungen, Anmerkungen) | Anmerkungen                                                   |
| Jahr | Titel Musiklabel                      | DE | AT | CH | UK | US | Anmerkungen                                                   |
| ---- | ------------------------------------- | --- | --- | --- | --- | --- | ------------------------------------------------------------- |
| 1998 | The Masterplan Creation Records (3MV) | DE33 (3 Wo.)DE | — | CH40 (2 Wo.)CH | UK2 ×3Dreifachplatin · (45 Wo.)UK | US51 (2 Wo.)US | Erstveröffentlichung: 30. Oktober 1998 Verkäufe: + 2.000.000  |
| 2006 | Stop the Clocks Big Brother (Vital)   | DE54 (2 Wo.)DE | AT22 (2 Wo.)AT | CH19 (6 Wo.)CH | UK2 ×5Fünffachplatin · (74 Wo.)UK | US89 (2 Wo.)US | Erstveröffentlichung: 17. November 2006 Verkäufe: + 3.000.000 |

### EPs
| Jahr | Titel Musiklabel                       | Anmerkungen                             |
| ---- | -------------------------------------- | --------------------------------------- |
| 2006 | Stop the Clocks EP Big Brother (Vital) | Erstveröffentlichung: 13. November 2006 |

## Singles
| Jahr | Titel Album                                                | Höchstplatzierung, Gesamtwochen, AuszeichnungChartplatzierungen (Jahr, Titel, Album, Platzierungen, Wochen, Auszeichnungen, Anmerkungen) | Höchstplatzierung, Gesamtwochen, AuszeichnungChartplatzierungen (Jahr, Titel, Album, Platzierungen, Wochen, Auszeichnungen, Anmerkungen) | Höchstplatzierung, Gesamtwochen, AuszeichnungChartplatzierungen (Jahr, Titel, Album, Platzierungen, Wochen, Auszeichnungen, Anmerkungen) | Höchstplatzierung, Gesamtwochen, AuszeichnungChartplatzierungen (Jahr, Titel, Album, Platzierungen, Wochen, Auszeichnungen, Anmerkungen) | Höchstplatzierung, Gesamtwochen, AuszeichnungChartplatzierungen (Jahr, Titel, Album, Platzierungen, Wochen, Auszeichnungen, Anmerkungen) | Anmerkungen                                                    |
| Jahr | Titel Album                                                | DE | AT | CH | UK | US | Anmerkungen                                                    |
| --- | ---------------------------------------------------------- | --- | --- | --- | --- | --- | -------------------------------------------------------------- |
| 1994 | Supersonic Definitely Maybe                                | — | — | — | UK31 ×2Doppelplatin · (61 Wo.)UK | — | Erstveröffentlichung: 11. April 1994 Verkäufe: + 1.200.000     |
| 1994 | Shakermaker Definitely Maybe                               | — | — | — | UK11 Gold · (62 Wo.)UK | — | Erstveröffentlichung: 13. Juni 1994 Verkäufe: + 400.000        |
| 1994 | Live Forever Definitely Maybe                              | — | — | — | UK8 ×3Dreifachplatin · (… Wo.)UK | — | Erstveröffentlichung: 8. August 1994 Verkäufe: + 1.850.000     |
| 1994 | Cigarettes & Alcohol Definitely Maybe                      | — | — | — | UK7 Platin · (79 Wo.)UK | — | Erstveröffentlichung: 10. Oktober 1994 Verkäufe: + 600.000     |
| 1994 | Whatever Definitely Maybe (Limited Edition)                | DE73 (8 Wo.)DE | — | CH24 (7 Wo.)CH | UK3 Platin · (113 Wo.)UK | — | Erstveröffentlichung: 18. Dezember 1994 Verkäufe: + 800.000    |
| 1995 | Some Might Say (What’s the Story) Morning Glory?           | — | — | — | UK1 ×2Doppelplatin · (84 Wo.)UK | — | Erstveröffentlichung: 24. April 1995 Verkäufe: + 1.200.000     |
| 1995 | Roll with It (What’s the Story) Morning Glory?             | — | — | — | UK2 ×2Doppelplatin · (48 Wo.)UK | — | Erstveröffentlichung: 14. August 1995 Verkäufe: + 1.200.000    |
| 1995 | Morning Glory (What’s the Story) Morning Glory?            | — | — | — | UK— PlatinUK | — | Erstveröffentlichung: 15. September 1995 Verkäufe: + 635.000   |
| 1995 | Wonderwall (What’s the Story) Morning Glory?               | DE17 ×3Dreifachgold · (25 Wo.)DE | AT6 (11 Wo.)AT | CH17 (16 Wo.)CH | UK2 ×8Achtfachplatin · (95 Wo.)UK | US8 Gold · (20 Wo.)US | Erstveröffentlichung: 30. Oktober 1995 Verkäufe: + 7.755.000   |
| 1996 | Don’t Look Back in Anger (What’s the Story) Morning Glory? | DE57 (19 Wo.)DE | — | CH27 (10 Wo.)CH | UK1 ×6Sechsfachplatin · (… Wo.)UK | US55 (14 Wo.)US | Erstveröffentlichung: 19. Februar 1996 Verkäufe: + 4.290.000   |
| 1996 | Champagne Supernova (What’s the Story) Morning Glory?      | — | — | — | UK— ×3DreifachplatinUK | US— GoldUS | Erstveröffentlichung: 13. Mai 1996 Verkäufe: + 2.355.000       |
| 1997 | D’You Know What I Mean? Be Here Now                        | DE27 (9 Wo.)DE | AT38 (3 Wo.)AT | CH20 (11 Wo.)CH | UK1 Platin · (25 Wo.)UK | — | Erstveröffentlichung: 4. Juli 1997 Verkäufe: + 775.000         |
| 1997 | Stand by Me Be Here Now                                    | DE60 (9 Wo.)DE | — | CH34 (4 Wo.)CH | UK2 ×2Doppelplatin · (22 Wo.)UK | — | Erstveröffentlichung: 22. September 1997 Verkäufe: + 1.225.000 |
| 1998 | All Around the World Be Here Now                           | DE84 (4 Wo.)DE | — | — | UK1 Gold · (11 Wo.)UK | — | Erstveröffentlichung: 12. Januar 1998 Verkäufe: + 400.000      |
| 1998 | Don’t Go Away Be Here Now                                  | — | — | — | UK— SilberUK | — | Erstveröffentlichung: 13. Mai 1998 Verkäufe: + 200.000         |
| 2000 | Go Let It Out Standing on the Shoulder of Giants           | DE31 (6 Wo.)DE | — | CH23 (10 Wo.)CH | UK1 Gold · (13 Wo.)UK | — | Erstveröffentlichung: 7. Februar 2000 Verkäufe: + 400.000      |
| 2000 | Who Feels Love? Standing on the Shoulder of Giants         | DE94 (1 Wo.)DE | — | CH66 (3 Wo.)CH | UK4 (9 Wo.)UK | — | Erstveröffentlichung: 17. April 2000                           |
| 2000 | Sunday Morning Call Standing on the Shoulder of Giants     | — | — | — | UK4 Silber · (8 Wo.)UK | — | Erstveröffentlichung: 3. Juli 2000 Verkäufe: + 200.000         |
| 2002 | The Hindu Times Heathen Chemistry                          | DE30 (5 Wo.)DE | AT29 (7 Wo.)AT | CH15 (7 Wo.)CH | UK1 Silber · (11 Wo.)UK | — | Erstveröffentlichung: 15. April 2002 Verkäufe: + 200.000       |
| 2002 | Stop Crying Your Heart Out Heathen Chemistry               | DE48 (3 Wo.)DE | AT41 (5 Wo.)AT | CH48 (14 Wo.)CH | UK2 ×2Doppelplatin · (20 Wo.)UK | — | Erstveröffentlichung: 17. Juni 2002 Verkäufe: + 1.280.000      |
| 2002 | Little by Little / She Is Love Heathen Chemistry           | DE65 (4 Wo.)DE | — | CH83 (6 Wo.)CH | UK2 Platin · (13 Wo.)UK | — | Erstveröffentlichung: 23. September 2002 Verkäufe: + 600.000   |
| 2003 | Songbird Heathen Chemistry                                 | DE81 (1 Wo.)DE | — | CH94 (1 Wo.)CH | UK3 Platin · (11 Wo.)UK | — | Erstveröffentlichung: 3. Februar 2003 Verkäufe: + 600.000      |
| 2005 | Lyla Don’t Believe the Truth                               | DE33 (5 Wo.)DE | AT38 (4 Wo.)AT | CH26 (8 Wo.)CH | UK1 Gold · (16 Wo.)UK | — | Erstveröffentlichung: 16. Mai 2005 Verkäufe: + 400.000         |
| 2005 | The Importance of Being Idle Don’t Believe the Truth       | DE63 (2 Wo.)DE | — | CH57 (4 Wo.)CH | UK1 Platin · (22 Wo.)UK | — | Erstveröffentlichung: 19. August 2005 Verkäufe: + 600.000      |
| 2005 | Let There Be Love Don’t Believe the Truth                  | DE88 (1 Wo.)DE | — | — | UK2 Silber · (10 Wo.)UK | — | Erstveröffentlichung: 28. November 2005 Verkäufe: + 200.000    |
| 2007 | Lord Don’t Slow Me Down Time Flies … 1994–2009             | — | — | — | UK10 (3 Wo.)UK | — | Erstveröffentlichung: 21. Oktober 2007                         |
| 2008 | Falling Down Dig Out Your Soul                             | DE82 (1 Wo.)DE | — | — | UK10 (4 Wo.)UK | — | Erstveröffentlichung: 20. Juli 2008                            |
| 2008 | The Shock of the Lightning Dig Out Your Soul               | DE48 (3 Wo.)DE | AT53 (3 Wo.)AT | CH42 (3 Wo.)CH | UK3 Silber · (6 Wo.)UK | US93 (1 Wo.)US | Erstveröffentlichung: 26. September 2008 Verkäufe: + 200.000   |
| 2008 | I’m Outta Time Dig Out Your Soul                           | DE62 (5 Wo.)DE | AT62 (1 Wo.)AT | — | UK12 Silber · (3 Wo.)UK | — | Erstveröffentlichung: 1. Dezember 2008 Verkäufe: + 200.000     |
| 2020 | Don’t Stop… (Demo) –                                       | — | — | — | UK80 (1 Wo.)UK | — | Erstveröffentlichung: 1. Mai 2020                              |
| Folgende Lieder erschienen nicht als Single, wurden aber durch das Album zum Download und Streaming bereitgestellt und konnten somit eine Platzierung erlangen: |                                                            | | | | | |                                                                |
| |                                                            | | | | | |                                                                |
| 2015 | Half the World Away The Masterplan                         | — | — | — | UK56 ×2Doppelplatin · (1 Wo.)UK | — | Charteinstieg: 19. November 2015 Verkäufe: + 1.200.000         |

## Videoalben und Musikvideos

### Videoalben
| Jahr | Titel Musiklabel                    | Höchstplatzierung, Gesamtwochen, AuszeichnungChartplatzierungen (Jahr, Titel, Musiklabel, Platzierungen, Wochen, Auszeichnungen, Anmerkungen) | Höchstplatzierung, Gesamtwochen, AuszeichnungChartplatzierungen (Jahr, Titel, Musiklabel, Platzierungen, Wochen, Auszeichnungen, Anmerkungen) | Höchstplatzierung, Gesamtwochen, AuszeichnungChartplatzierungen (Jahr, Titel, Musiklabel, Platzierungen, Wochen, Auszeichnungen, Anmerkungen) | Höchstplatzierung, Gesamtwochen, AuszeichnungChartplatzierungen (Jahr, Titel, Musiklabel, Platzierungen, Wochen, Auszeichnungen, Anmerkungen) | Höchstplatzierung, Gesamtwochen, AuszeichnungChartplatzierungen (Jahr, Titel, Musiklabel, Platzierungen, Wochen, Auszeichnungen, Anmerkungen) | Anmerkungen                                                                    |
| Jahr | Titel Musiklabel                    | DE | AT | CH | UK | US | Anmerkungen                                                                    |
| ---- | ----------------------------------- | --- | --- | --- | --- | --- | ------------------------------------------------------------------------------ |
| 1995 | Live by the Sea Epic Records        | — | — | — | UK1 ×3Dreifachplatin · (155 Wo.)UK | — | Erstveröffentlichung: 31. August 1995 Verkäufe: + 157.500                      |
| 1996 | … There and Then Epic Records       | — | — | — | UK1 ×8Achtfachplatin · (211 Wo.)UK | US7 Gold · (… Wo.)US | Erstveröffentlichung: 14. Oktober 1996 Verkäufe: + 458.000                     |
| 2000 | Familiar to Millions Big Brother    | DE*DE | AT*AT | CH*CH | UK2 ×2Doppelplatin · (104 Wo.)UK | US10 (… Wo.)US | Erstveröffentlichung: 13. November 2000 Verkäufe: + 100.000; * siehe Livealbum |
| 2004 | Definitely Maybe Big Brother        | DE83 (1 Wo.)DE | AT6 (2 Wo.)AT | CH*CH | UK1 ×3Dreifachplatin · (49 Wo.)UK | US27 (… Wo.)US | Erstveröffentlichung: 7. September 2004 Verkäufe: + 157.500                    |
| 2007 | Lord Don’t Slow Me Down Big Brother | DE87 (1 Wo.)DE | — | — | UK1 Platin · (37 Wo.)UK | US18 (… Wo.)US | Erstveröffentlichung: 26. Oktober 2007 Verkäufe: + 65.000                      |
| 2010 | Time Flies … 1994–2009 Big Brother  | DE*DE | — | — | — | — | Erstveröffentlichung: 11. Juni 2010 * siehe Kompilation                        |
| 2016 | Oasis: Supersonic EntertainmentOne  | — | — | — | UK1 ×4Vierfachplatin · (245 Wo.)UK | — | Erstveröffentlichung: 31. Oktober 2016 Verkäufe: + 200.000                     |
| 2021 | Knebworth 1996 Big Brother          | DE*DE | AT3 (3 Wo.)AT | CH*CH | UK30 (1 Wo.)UK | — | Erstveröffentlichung: 19. November 2021 * siehe Livealbum                      |

### Musikvideos
| Jahr | Titel                        | Regie                                                         |
| ---- | ---------------------------- | ------------------------------------------------------------- |
| 1994 | Supersonic                   | Mark Szaszy (1994, UK-Version) Nick Egan (1995, US-Version)   |
| 1994 | Shakermaker                  | Mark Szaszy                                                   |
| 1994 | Live Forever                 | Carlos Grasso (1994, UK-Version) Nick Egan (1995, US-Version) |
| 1994 | Cigarettes & Alcohol         | Mark Szaszy                                                   |
| 1994 | Rock ’n’ Roll Star           | Nigel Dick                                                    |
| 1994 | Whatever                     | Mark Szaszy                                                   |
| 1995 | Some Might Say               | Stuart Fryer                                                  |
| 1995 | Roll with It                 | Jon Klein                                                     |
| 1995 | Morning Glory                | Jake Scott                                                    |
| 1995 | Wonderwall                   | Nigel Dick                                                    |
| 1996 | Don’t Look Back in Anger     | Nigel Dick                                                    |
| 1996 | Champagne Supernova          | Nigel Dick                                                    |
| 1997 | D’You Know What I Mean?      | Dom & Nic (Dominic Hawley und Nick Goffey)                    |
| 1997 | Stand by Me                  | David Mould                                                   |
| 1998 | All Around the World         | Jonathan Dayton und Valerie Faris                             |
| 1998 | Don’t Go Away                | Nigel Dick                                                    |
| 1998 | Acquiesce (Live)             | Jill Furmanovsky                                              |
| 2000 | Go Let It Out                | Nick Egan                                                     |
| 2000 | Who Feels Love?              | Nick Egan                                                     |
| 2000 | Sunday Morning Call          | Nick Egan                                                     |
| 2000 | Where Did It All Go Wrong?   | Nick Egan                                                     |
| 2002 | The Hindu Times              | W.I.Z.                                                        |
| 2002 | Stop Crying Your Heart Out   | W.I.Z.                                                        |
| 2002 | Little by Little             | Max & Dania (Max Giwa und Dania Pasquini)                     |
| 2003 | Songbird                     | Dick Carruthers                                               |
| 2005 | Lyla                         | Tim Qualtrough                                                |
| 2005 | The Importance of Being Idle | Dawn Shadforth                                                |
| 2005 | Let There Be Love            | Baillie Walsh                                                 |
| 2006 | Acquiesce                    | Robert Hales                                                  |
| 2006 | The Masterplan               | Ben & Greg (Greg Fay und Ben Jones)                           |
| 2007 | Lord Don’t Slow Me Down      | Baillie Walsh                                                 |
| 2008 | The Shock of the Lightning   | Julian Gibbs, Julian House                                    |
| 2008 | I’m Outta Time               | W.I.Z.                                                        |
| 2009 | Falling Down                 | W.I.Z.                                                        |

## Boxsets
| Jahr | Titel                                                             | Höchstplatzierung, Gesamtwochen, AuszeichnungChartplatzierungen (Jahr, Titel, Platzierungen, Wochen, Auszeichnungen, Anmerkungen) | Höchstplatzierung, Gesamtwochen, AuszeichnungChartplatzierungen (Jahr, Titel, Platzierungen, Wochen, Auszeichnungen, Anmerkungen) | Höchstplatzierung, Gesamtwochen, AuszeichnungChartplatzierungen (Jahr, Titel, Platzierungen, Wochen, Auszeichnungen, Anmerkungen) | Höchstplatzierung, Gesamtwochen, AuszeichnungChartplatzierungen (Jahr, Titel, Platzierungen, Wochen, Auszeichnungen, Anmerkungen) | Höchstplatzierung, Gesamtwochen, AuszeichnungChartplatzierungen (Jahr, Titel, Platzierungen, Wochen, Auszeichnungen, Anmerkungen) | Anmerkungen                                                |
| Jahr | Titel                                                             | DE | AT | CH | UK | US | Anmerkungen                                                |
| ---- | ----------------------------------------------------------------- | --- | --- | --- | --- | --- | ---------------------------------------------------------- |
| 1996 | Definitely Maybe: Singles Creation Records (3MV)                  | — | — | — | UK23 (5 Wo.)UK | — | Erstveröffentlichung: 5. November 1996                     |
| 1996 | (What’s the Story) Morning Glory?: Singles Creation Records (3MV) | — | — | — | UK24 Silber · (5 Wo.)UK | — | Erstveröffentlichung: 10. November 1996 Verkäufe: + 60.000 |
| 2010 | Time Flies … 1994–2009 Big Brother (Sony)                         | DE21 (7 Wo.)DE | AT22 (6 Wo.)AT | CH19 (13 Wo.)CH | UK1 ×7Siebenfachplatin · (… Wo.)UK                                                                                                | US131 (1 Wo.)US | Erstveröffentlichung: 11. Juni 2010 Verkäufe: + 2.257.500  |

## Promoveröffentlichungen
Promo-Singles

| Jahr | Titel Album                                                   | Höchstplatzierung, Gesamtwochen, AuszeichnungChartplatzierungen (Jahr, Titel, Album, Platzierungen, Wochen, Auszeichnungen, Anmerkungen) | Höchstplatzierung, Gesamtwochen, AuszeichnungChartplatzierungen (Jahr, Titel, Album, Platzierungen, Wochen, Auszeichnungen, Anmerkungen) | Höchstplatzierung, Gesamtwochen, AuszeichnungChartplatzierungen (Jahr, Titel, Album, Platzierungen, Wochen, Auszeichnungen, Anmerkungen) | Höchstplatzierung, Gesamtwochen, AuszeichnungChartplatzierungen (Jahr, Titel, Album, Platzierungen, Wochen, Auszeichnungen, Anmerkungen) | Höchstplatzierung, Gesamtwochen, AuszeichnungChartplatzierungen (Jahr, Titel, Album, Platzierungen, Wochen, Auszeichnungen, Anmerkungen) | Anmerkungen                                                                        |
| Jahr | Titel Album                                                   | DE | AT | CH | UK | US | Anmerkungen                                                                        |
| ---- | ------------------------------------------------------------- | --- | --- | --- | --- | --- | ---------------------------------------------------------------------------------- |
| 1993 | Columbia Definitely Maybe                                     | — | — | — | UK— SilberUK | — | Erstveröffentlichung: Dezember 1993 Verkäufe: + 200.000                            |
| 1994 | Rock ‘n’ Roll Star Definitely Maybe                           | — | — | — | UK— PlatinUK | — | Erstveröffentlichung: 1994 Verkäufe: + 600.000                                     |
| 1994 | Slide Away Definitely Maybe                                   | — | — | — | UK31 a Platin · (… Wo.)UK | — | Erstveröffentlichung: 1994 Verkäufe: + 600.000                                     |
| 1994 | Sad Song Definitely Maybe                                     | — | — | — | — | — | Erstveröffentlichung: 1994                                                         |
| 1994 | I Am the Walrus (Live) –                                      | — | — | — | — | — | Erstveröffentlichung: 1994 B-Seite von Cigarettes & Alcohol; Original: The Beatles |
| 1995 | Round Are Way –                                               | — | — | — | — | — | Erstveröffentlichung: 1995 B-Seite von Wonderwall                                  |
| 1995 | Cum on Feel the Noize –                                       | — | — | — | — | — | Erstveröffentlichung: 1995 B-Seite von Don’t Look Back in Anger; Original: Slade   |
| 1996 | Hello (What’s the Story) Morning Glory?                       | — | — | — | UK— SilberUK | — | Erstveröffentlichung: 1996 Verkäufe: + 200.000                                     |
| 1997 | I Hope, I Think, I Know Be Here Now                           | — | — | — | — | — | Erstveröffentlichung: 1997                                                         |
| 1997 | Be Here Now (Live) –                                          | — | — | — | — | — | Erstveröffentlichung: 1997                                                         |
| 1998 | Acquiesce The Masterplan                                      | — | — | — | UK17 b Platin · (2 Wo.)UK | — | Erstveröffentlichung: 1998 Verkäufe: + 600.000; B-Seite von Some Might Say         |
| 1998 | The Masterplan                                                | — | — | — | UK— PlatinUK | — | Erstveröffentlichung: 1998 Verkäufe: + 600.000; B-Seite von Some Might Say         |
| 2000 | Where Did It All Go Wrong? Standing on the Shoulder of Giants | — | — | — | — | — | Erstveröffentlichung: 2000                                                         |
| 2000 | Gas Panic! (Live) Familiar to Millions                        | — | — | — | — | — | Erstveröffentlichung: 2000                                                         |
| 2000 | Hey Hey, My My (Live) Familiar to Millions                    | — | — | — | — | — | Erstveröffentlichung: 2000                                                         |
| 2005 | The Meaning of Soul Don’t Believe the Truth                   | — | — | — | — | — | Erstveröffentlichung: 2005                                                         |
| 2005 | Turn Up the Sun Familiar to Millions                          | — | — | — | — | — | Erstveröffentlichung: 2005                                                         |
| 2005 | Mucky Fingers Familiar to Millions                            | — | — | — | — | — | Erstveröffentlichung: 2005                                                         |
| 2009 | Boy with the Blues Dig Out Your Soul (Deluxe Edition)         | — | — | — | — | — | Erstveröffentlichung: 2009                                                         |
| 2009 | Waiting for the Rapture Familiar to Millions                  | — | — | — | — | — | Erstveröffentlichung: 8. Juni 2009                                                 |
| 2009 | I Believe in All –                                            | — | — | — | — | — | Erstveröffentlichung: 8. Juni 2009                                                 |

## Statistik

### Chartauswertung
Die folgende Aufstellung beinhaltet eine Übersicht über die Charterfolge von Oasis in den Album-, Musik-DVD- und Singlecharts. In Deutschland besteht die Besonderheit, dass sich Videoalben auch in den Albumcharts platzieren, aus den anderen Ländern entstammen die Auswertungen aus eigenständigen Musik-DVD-Charts.
|                     | DE     | AT     | CH     | UK     | US     |
| ------------------- | ------ | ------ | ------ | ------ | ------ |
| Nummer-eins-Alben   | DE—DE  | AT—AT  | CH2CH  | UK8UK  | US—US  |
| Top-10-Alben        | DE7DE  | AT6AT  | CH7CH  | UK12UK | US4US  |
| Alben in den Charts | DE14DE | AT11AT | CH12CH | UK12UK | US11US |

|                       | DE     | AT    | CH     | UK     | US    |
| --------------------- | ------ | ----- | ------ | ------ | ----- |
| Nummer-eins-Singles   | DE—DE  | AT—AT | CH—CH  | UK8UK  | US—US |
| Top-10-Singles        | DE—DE  | AT1AT | CH—CH  | UK23UK | US1US |
| Singles in den Charts | DE18DE | AT7AT | CH14CH | UK30UK | US3US |

|                          | DE    | AT    | CH    | UK    | US    |
| ------------------------ | ----- | ----- | ----- | ----- | ----- |
| Nummer-eins-Videoalben   | DE—DE | AT—AT | CH—CH | UK5UK | US—US |
| Top-10-Videoalben        | DE—DE | AT2AT | CH—CH | UK6UK | US2US |
| Videoalben in den Charts | DE—DE | AT2AT | CH—CH | UK7UK | US4US |

### Auszeichnungen für Musikverkäufe
Die Lieder Cast No Shadow (+ 400.000), Hey Now (+ 200.000), Married with Children (+ 200.000), She’s Electric (+ 1.200.000) und Talk Tonight (+ 400.000) wurden weder als Singles veröffentlicht, noch konnten sie aufgrund von Downloads oder Streaming die Charts erreichen, dennoch erhielten diese Schallplattenauszeichnungen.
| Land/RegionAuszeichnungen für Musikverkäufe (Land/Region, Auszeichnungen, Verkäufe, Quellen) | Silber       | Gold       | Platin         | Verkäufe     | Quellen                                                    |
| -------------------------------------------------------------------------------------------- | ------------ | ---------- | -------------- | ------------ | ---------------------------------------------------------- |
| Argentinien (CAPIF)                                                                          | —            | 4× Gold4   | Platin1        | 108.000      | capif.org.ar                                               |
| Australien (ARIA)                                                                            | —            | 5× Gold5   | 22× Platin22   | 1.660.000    | aria.com.au                                                |
| Belgien (BRMA)                                                                               | —            | 2× Gold2   | —              | 50.000       | ultratop.be                                                |
| Brasilien (PMB)                                                                              | —            | Gold1      | —              | 15.000       | pro-musicabr.org.br                                        |
| Dänemark (IFPI)                                                                              | —            | Gold1      | 8× Platin8     | 275.000      | ifpi.dk                                                    |
| Deutschland (BVMI)                                                                           | —            | 3× Gold3   | Platin1        | 1.250.000    | musikindustrie.de                                          |
| Europa (IFPI)                                                                                | —            | —          | 13× Platin13   | (13.000.000) | ifpi.org (Memento vom 1. Januar 2014 im Internet Archive)  |
| Finnland (IFPI)                                                                              | —            | 2× Gold2   | —              | 64.151       | ifpi.fi                                                    |
| Frankreich (SNEP)                                                                            | —            | 5× Gold5   | Platin1        | 750.000      | infodisc.fr                                                |
| Hongkong (IFPI/HKRIA)                                                                        | —            | Gold1      | Platin1        | 30.000       | ifpihk.org                                                 |
| Irland (IRMA)                                                                                | —            | —          | 12× Platin12   | 180.000      | irishcharts.ie                                             |
| Italien (FIMI)                                                                               | —            | 7× Gold7   | 9× Platin9     | 880.000      | fimi.it                                                    |
| Japan (RIAJ)                                                                                 | —            | 7× Gold7   | 8× Platin8     | 2.400.000    | riaj.or.jp JP2                                             |
| Kanada (MC)                                                                                  | —            | 4× Gold4   | 11× Platin11   | 1.300.000    | musiccanada.com                                            |
| Mexiko (AMPROFON)                                                                            | —            | 3× Gold3   | 3× Platin3     | 655.000      | amprofon.com.mx                                            |
| Neuseeland (RMNZ)                                                                            | —            | 5× Gold5   | 20× Platin20   | 515.000      | aotearoamusiccharts.co.nz NZ2 NZ3                          |
| Niederlande (NVPI)                                                                           | —            | 2× Gold2   | —              | 100.000      | nvpi.nl                                                    |
| Norwegen (IFPI)                                                                              | —            | 3× Gold3   | Platin1        | 95.000       | ifpi.no (Memento vom 5. November 2012 im Internet Archive) |
| Österreich (IFPI)                                                                            | —            | Gold1      | —              | 25.000       | ifpi.at                                                    |
| Polen (ZPAV)                                                                                 | —            | Gold1      | —              | 50.000       | olis.pl                                                    |
| Portugal (AFP)                                                                               | —            | —          | 5× Platin5     | 50.000       | Einzelnachweise                                            |
| Schweden (IFPI)                                                                              | —            | 4× Gold4   | 2× Platin2     | 305.000      | sverigetopplistan.se SE2                                   |
| Schweiz (IFPI)                                                                               | —            | 5× Gold5   | —              | 120.000      | hitparade.ch                                               |
| Singapur (RIAS)                                                                              | —            | Gold1      | —              | 5.000        | rias.org.sg                                                |
| Spanien (Promusicae)                                                                         | —            | Gold1      | 10× Platin10   | 830.000      | elportaldemusica.es                                        |
| Thailand (TECA)                                                                              | —            | Gold1      | —              | 25.000       | Einzelnachweise                                            |
| Vereinigte Staaten (RIAA)                                                                    | —            | 3× Gold3   | 6× Platin6     | 7.650.000    | riaa.com                                                   |
| Vereinigtes Königreich (BPI)                                                                 | 11× Silber11 | 7× Gold7   | 126× Platin126 | 50.559.000   | bpi.co.uk                                                  |
| Insgesamt                                                                                    | 11× Silber11 | 79× Gold79 | 260× Platin260 |              |                                                            |